# Wheels (Stephens/Torres/Perry)
Wheels was de debuutsingle van de Amerikaanse muziekgroep The String-A-Longs. Het nummer is instrumentaal. In Nederland is de cover van The Jumping Jewels wellicht iets bekender.

## String-A-Longs
Platenlabel Warwick Records bracht de single Wheels/Tell the World uit onder catalogusnummer M603. Echter datzelfde label plakte de etiketten verkeerd. Het originele stuk met de titel van Wheels werd geschreven door de gitaristen Richard Stephens en Jimmy Torres uit The Leens Teens. Op de achterkant van die single stond Tell the world van Norman Perry. Door het verkeerd plakken van de etiketten werd Tell the world bekend als Wheels; het originele Wheels naar de zijkant schuivend. Er werd in 1964 overeengekomen de credits van het dan als Wheels bekendstaande nummer te delen onder Stephens, Torres en Petty. Volgende persingen vermeldden overigens het nummer Wheels met B-kant Am I Asking too much.
Het nummer kende een grote populariteit. In de Amerikaanse Billboard Hot 100 haalde het in zestien weken tijd de derde plaats. In de UK Singles Chart haalde het in zestien weken tijd de achtste plaats.

## Billy Vaughn Orchestra
Billy Vaughn Orchestra bracht in december 1960 een cover van het nummer uit. Het nummer piekte in Duitsland op de eerste positie.

## The Jumping Jewels
Wheels is eveneens de debuutsingle van The Jumping Jewels uit Den Haag. Zij haalden in Nederland dezelfde nummer -1-status, want de verkopen werden toen nog bijelkaar opgeteld. De Jumping Jewels menen dat zij het nummer gecoverd hebben van Billy Vaughn. De stijl van Jumping Jewells is conform die van The Shadows. De B-kant was van Stanley Davis Jones.

## NPO Radio 2 Top 2000
| Nummers met noteringen in de NPO Radio 2 Top 2000 | '99  | '00  | '01  | '02  | '03  |
| ------------------------------------------------- | ---- | ---- | ---- | ---- | ---- |
| Wheels (Billy Vaughn)                             | 1184 | 1234 | 1736 | 1569 | 1669 |
| Wheels (The Jumping Jewels)                       | -    | 1752 | -    | -    | -    |

1. ↑  Een '-' betekent dat het nummer niet was genoteerd en een vetgedrukt getal geeft de hoogste notering van een nummer aan.
2. ↑  Deze tabel is bijgewerkt tot en met de laatste editie (2024).